# Jędrzejowice (Basse-Silésie)
Pour l’article homonyme, voir Jędrzejowice (Sainte-Croix).
Jędrzejowice est une localité polonaise de la gmina et du powiat de Dzierżoniów en voïvodie de Basse-Silésie.